# Плавэц, Штефан
Штефан Плавэц (рум. Ștefan Plavăț; 24 апреля 1913, Эшельница — 18 июня 1944, гора Семенич) — румынский коммунист, участник Движения Сопротивления в Румынии во время Второй мировой войны и глава партизанского отряда, действовавшего на юго-западе страны.

## Биография
Штефан Плавэц родился в Эшельнице (Юго-Восточный Банат) в семье бедных крестьян. В связи с бедственным материальным положением в 1927 году он вынужден был покинуть среднюю школу и ушёл в училище Румынских железных дорог в Тимишоара. Там он встретился со сторонниками коммунистической идеологии и стал активным сторонником коммунизма. Окончив училище, он стал работать плотником в мастерской Румынских железных дорог и стал членом комитета местного профсоюза. В связи с его политическими убеждениями, считавшимися опасными для государственного строя, Плавэца отправили в одно из провинциальных отделений Румынских железных дорог.
В начале Второй мировой войны он вернулся в мастерскую и возглавил местную ячейку Румынской коммунистической партии. После начала операции «Барбаросса» Плавэц и группа его соратников стали срывать производство военной промышленности и устраивать саботажи. Его деятельность на Румынских железных дорогах всё же вызывала подозрения у полиции, и он был арестован осенью 1942 года, но из-за отсутствия доказательств он был освобождён.
В мае 1944 года уже после коренного перелома в ходе войны глава ячейки РКП в Банате Леонтин Сэлэжан организовал группу партизан в горном районе Баната. Плавэц стал комиссаром отряда из Мэрэшешти, действовавшего в горах Караш, недалеко от родной деревни. Штаб-квартира отряда была на горе Семенич. Партизаны устраивали саботажи на железной дороге, соединявшей Тимишоара с промышленным центром Решица, контролируемым немцами, и столицей Бухарест.
13 июня 1944 года один из пленных партизан выдал местонахождение партизанского лагеря. Сигуранца и жандармерия взяли отряд в окружение и потребовали от тех сдаться, но получили отказ и развязали перестрелку. Почти весь отряд сумел уйти в леса, но Плавэц был смертельно ранен.
После войны ряд улиц, парков и школ был назван в его честь в румынской части Баната.